# Шандор, Пал
Пал Ша́ндор (венг. Sandor Pál; родился 19 октября 1939, Будапешт, Венгрия) — венгерский кино- и театральный режиссёр, сценарист, продюсер, монтажёр, актёр.

## Биография
В 1958—1961 годах — ассистент режиссёра. В 1964 году окончил Академию театра и кино в Будапеште. Снял несколько короткометражных фильмов на Студии имени Балажа, после чего дебютировал полнометражным фильмом «Клоун на стене» (1968) о подростковых проблемах. Противоречивым отношениям отцов и детей посвящён фильм «Шарика, дорогая» (1971) — история стареющей коммунистки. Драматическим событиям Венгерской революции 1919 года посвящена картина «Воспоминания о Геркулесовых водах» (1977). Участник международных кинофестивалей.

## Избранная фильмография

### Режиссёр
- 1962 — Терраса-10 /  (к/м)
- 1965 — Ушастый / A nagyfulu (к/м)
- 1965 — Три истории о романтизме / Harom tortenet a romantikarol (к/м)
- 1966 — Мост / A hid (к/м)
- 1966 — Игры на улице / Jatek az utcan (к/м)
- 1968 — Клоун на стене / Bohoc a falon
- 1970 — Любите Эмилию Одор! / Szeressetek Odor Emiliat!
- 1971 — Шарика, дорогая / Sarika, dragam
- 1974 — Футбол давних времён / Regi idok focija
- 1975 — Воспоминание о Геркулесовых водах / Herkulesfürdői emlék (в советском прокате — Воспоминание о курорте)
- 1978 — Избави нас от лукавого / Szabadits meg a gonosztol
- 1981 — Актёришки / Ripacsok
- 1985 — Счастливчик Даниэль / Szerencses Daniel
- 2003 — Из Европы в Европу / Europabol Europaba
- 2007 — Ноев ковчег / Noe barkaja

### Актёр
- 1974 — Футбол давних времён / Regi idok focija
- 1984 — Полковник Редль / Oberst Redl

## Награды
- 1968 — Специальный приз жюри Кинофестиваля в Карловых Варах («Клоун на стене»)
- 1972 — Премия имени Балажа
- 1977 — Серебряный Медведь 27-го Берлинского кинофестиваля («Воспоминание о Геркулесовых водах»)
- 1977 — Приз международного евангелического жюри 27-го Берлинского кинофестиваля («Воспоминание о Геркулесовых водах»)
- 1977 — Приз Международной Католической организации в области кино 27-го Берлинского кинофестиваля («Воспоминание о Геркулесовых водах»)
- 1977 — Награда C.I.D.A.L.C. 27-го Берлинского кинофестиваля (Воспоминание о Геркулесовых водах)
- 1979 — Заслуженный артист ВНР
- 1983 — Приз международной ассоциации кинокритиков (ФИПРЕССИ) Каннского кинофестиваля («Счастливчик Даниель»)

## Сочинения
- Sandor Pal (с I. Mandy), Szabadits meg a gonosztol, Bdpst, 1980